# 黑河內
《黑河內》為日本TBS電視台於2013年10月11日於每週五時段（22:00 - 23:00，JST）播出的電視連續劇TBS日劇，原作改編自長崎尚志（笔名リチャード・ウー）負責的漫畫作品黑德指導，又稱黑指導、黑教練，由長瀨智也、剛力彩芽主演，電視劇副標題是【三億円事件、完結。】。

## 劇情簡介
本劇描寫主角黑河内圭太是一位以毒攻毒的暗黑英雄，和以靜制動的優秀新人刑事清家真代合作，協力追查昭和時代未解決的「3億圓事件」。

## 演員陣容

### 主要人物
- 黑河內圭太（くろこうち けいた） - 長瀨智也

刑事部捜査第二課黒河内班班長。警部補。口頭禪是「正解!（せーいかーい!）」。愛車是Aston Martin Rapide。
以不擇手段取得調查的情報，無所顧忌的包庇行賄等犯罪行為，並從中獲得不當利益，被稱做「暗黑縣警」。對三億日元搶劫案有強烈想知道真相的執著。
- 清家真代 - 剛力彩芽[注 1][1]

刑事部捜査第一課布袋組。警部補。東京大學法學部畢業。記憶力與推利能力驚人，能記得十年內日本大小刑事案件的細節。

### 三億日元搶劫案相關人物
- 澤村英人（少年S） - 小出恵介

犯下三億日元搶劫案的少年S。
- 富田喬治 (富田ジョージ)  - ディウフ・モクタール

### 人物及客串演員

#### 神奈川縣警察

##### 刑事部捜査第一課
- 五島要（ごとう かなめ） - 東幹久

管理官。警視。
- 牛井孟（うしい はじめ） - 小市慢太郎

課長。警視。
- 布袋善治郎（ほてい ぜんじろう） - 長谷川朝晴

布袋組組長。警部補。
- 磯村哲也（いそむら てつや） - 川村陽介

布袋組。巡査部長。
- 坪倉太一（つぼくら たいち） - 遠藤要

布袋組。巡査部長。
- 嶋光男（しま みつお） - 金子賢

布袋組。巡査部長。

##### 其他警察單位
- 澤眞智子（さわ まちこ） - 香椎由宇

科學捜査研究所。法醫學研究員。
第三集以後，因香椎由宇懷孕生產的關係，改由芦名星飾演的斑目八重子一角取代。。
- 斑目八重子（まだらめ やえこ） - 芦名星

科學捜査研究所。法醫學研究員。
代替香椎由宇於第4集後登場。
- 龍井秀樹（たつい ひでき） - 伊藤正之

刑事部捜査第二課課長。警視。黒河内的上司。
- 藥師寺誠（やくしじ まこと） - 大地康雄

警務部監察官。警視。
- 柿崎清彦（かきざき きよひこ） - 利重剛

刑事部部長。警視正。
- 堂島則行（どうじま のりゆき） - 風間杜夫

本部長。警視監。

#### 警視廳
- 高橋秀男 - 森本レオ

警視廳公安部總務課庶務係嘱託。神奈川縣警察屆齡退休後，被警視廳再雇用。

#### 政治家
- 鄉田文吾（ごうだ ぶんご） - 石丸謙二郎

神奈川縣議員。澤渡的前秘書。
- 橋本俊治（はしもと としはる） - 小木茂光

神奈川縣議員。澤渡的前秘書。
- 畑山肇（はたけやま はじめ）  - 中丸新将

衆議院議員。
- 田宮弘（たみや ひろし）  - 池田政典

衆議院議員。澤渡退出縣知事選舉後、當選神奈川縣知事。
- 伊地知傳助（いじち でんすけ）  - 名高達男

民自黨衆議院議員。警察出身，柿崎的前上司。
- 澤度一成（さわたり かずなり） - 渡部篤郎

神奈川縣知事。警察出身。

##### 櫻吹雪會創立者
- 遠藤剛史（えんどう たけし） - 山本學（45年前：東根作寿英）

前警視廳刑事部捜査第一課警視。後任遠藤司法研究所所長。
- 山路武治（やまじ たけはる） - （45年前：木下政治）

前警視廳刑事部捜査第一課警視。
- 金井道夫（かない みちお） - （45年前：神農直隆）

前警視廳刑事部捜査第一課警部。
- 城尾平蔵（しろお へいぞう） - 花王おさむ（45年前：眞島秀和）

前警察廳警備部公安第二課警部。澤渡警察時期的上司。

##### 櫻吹雪會會員
- 加賀廣樹（かが ひろき） - 戸次重幸

首都綜合警備保障社長。
- 拘置所係官[6]  - いしだ壱成

橫濱拘留所刑務官，負責看守澤渡。
- 井手聰子 - 白羽ゆり

首都綜合警備保障的大廳櫃台小姐。
- 杉隆太郎（すぎ りゅうたろう） - 阿部亮平

前兵庫縣警察第二機動隊特殊急襲部隊狙撃手、前首都綜合警備保障警備員。曾使用M40狙擊步槍襲擊真代。
因想了解遠藤剛史死因遇害。死時全身28處骨折、12處脫臼，相當淒慘。
- 園田雅巳  - 松原正隆

神奈川縣警察山手北警察署地域課。受命於黑河內受傷時將其暗殺。

##### 澤渡事件相關人士
- 葉月友（はづき トモ）  - 奥田恵梨華

記者。8年前死於家中火災，死因為一氧化碳中毒。
- 清家真次（せいけ しんじ） - （45年前：内倉憲二）

警視廳立川警察署上松町派出所地域課巡査 → 神奈川縣警察警部補。真代的父親。於獨立調查三億日元搶劫案期間，被強盗刺殺殉職。
- 赤松里奈（あかまつ りな） - Ray

郷田的情婦。
- 遠山宗司 - 菊池敏弘

網頁設計師。受澤渡所託設計網頁，有偷窺癖，曾因此被警察逮捕。
8年前、其妻秩佳子（演：金子路代）、女兒京子（演：飯田杏実）與其一起於自家被槍殺。
- 金本真美 - 佳苗るか

當時為高中生。被發現裸體陳屍於垃圾處理場中。
- 堀（ほり）  - 渡部豪太

「堀」為其假名，本名為堂島武。鄉田文吾與橋本俊治一家滅門案，及各地類似上吊自殺案件的關係人。
從頭到腳全身毛髮皆被剃光，常帶著金色假髮金髪和穿著警察制服出門。
假名的由來：堀（hori）的日文發音與警察的英文發音（Police）類似。
- 淺沼兼次（あさぬま けんじ）  - 矢柴俊博

伊地知的官派秘書。從伊地知後援會辦事處頂樓墜樓身亡。握有著伊地知維藩政治獻金法的證據，並準被告發前夕身亡。
- 淺沼兼男（あさぬま かねお）  - 志賀廣太郎

兼次的父親。對警察輕率調查兒子的死因，並不接納自己的證詞，認定其子為自殺而非他殺而對警察不抱信心。

##### 赤刃組
廣域指定暴力團組織（黑道組織）。10年前被吹雪控股公司併入旗下，90％的成員以轉移至雪控股公司的相關企業。同時，10年內的警察所破獲的治安事件，亦多為該組織成員所為。
- 赤羽甚五郎（あかばね じんごろう）  - 品川徹

赤刃組初代組長。
- 青松英二 - 波岡一喜

現任赤刃組組長。
- 佐野滿 - 尾関伸嗣

赤刃組成員。騎乘單車槍擊黒河内，後向警方自首。
- 町田育夫 - 阿部翔平

赤刃組前成員，負責照護赤羽甚五郎的戒護員。

#### 越後事件相關人士
- 綾川真之輔（あやかわ しんのすけ）  - 加藤虎之介

IT企業「TENLIKE」董事長。內閣總理大臣的私人諮問機関招集人。
- 高宮健太（たかみや けんた）  - 須田邦裕

前赤刃組成員。從小和綾川為同一個兒童養護所長大。因綾川有金錢上的需要而襲擊運鈔車,搶奪5000萬日元，後於小田原監獄服刑10年。
- 灰谷龍次（はいたに りゅうじ）  - 隈部洋平

自由記者。2013年11月14日、其遺骨在鷹無山中被發現。生前握有綾川把柄，勒索5000萬日元。

## 相關歌曲
- 主題曲： TOKIO(東京小子)「ホントんとこ」
- 配樂：出羽良彰、羽深由理，音樂總監志田博英。

## 集數列表

### 放送日程
| 第1話                                                    | 2013年10月11日  | 三億円事件〜昭和最後の謎!! 45年前の完全犯罪に悪徳刑事が挑む…犯人は生きていた | 三億元事件昭和時代最後的謎團! 45年前的完美犯罪、黑德的刑警、罪犯還活著 | 渡瀬暁彦   | 12.0% |
| 第2話                                                    | 2013年10月18日  | ニセ警官の決着!                                                              | 清算假警察                                                             | 山本剛義   | 11.2% |
| 第3話                                                    | 2013年10月25日  | 三億円犯人の顔                                                               | 面對3億日元罪犯                                                        | 平川雄一朗 | 9.2%  |
| 第4話                                                    | 2013年11月01日  | ニセ警官の逃避行                                                             | 假警察的逃亡紀錄                                                       | 大澤祐樹   | 9.1%  |
| 第5話                                                    | 2013年11月08日  | 警察の真実暴露!                                                              | 警察的真相曝光                                                         | 渡瀬暁彦   | 7.2%  |
| 第6話                                                    | 2013年11月15日  | 少年Sは、お前だ                                                              | 少年S是你男孩                                                          | 岡本伸吾   | 8.8%  |
| 第7話                                                    | 2013年11月22日  | 燃える三億円!                                                                | 把三億日圓燃燒                                                         | 山本剛義   | 9.1%  |
| 第8話                                                    | 2013年11月29日  | 三億円現れる!                                                                | 三億日圓出現了                                                         | 渡瀬暁彦   | 9.9%  |
| 第9話                                                    | 2013年12月06日  | 三億円事件全真相                                                             | 三億日圓事件全部的真相                                                 | 武藤淳     | 8.0%  |
| 最終話                                                   | 2013年12月013日 | 完結〜三億円燃ゆ                                                             | 完結～三億元燃燒                                                       | 渡瀬暁彦   | 10.5% |
| 平均視聴率 9.6% （收視率由Video Research於關東地區統計） |                 |                                                                              |                                                                        |            |       |

## 另見
- 漫畫改編的電視劇列表
- 三億日元搶劫案

## 外部連結
- 官方網站（页面存档备份，存于）（日語）